# Shamseddin Seyed-Abbassi
Shamseddin Seyed-Abbasi (in persiano سید شمس الدین سیدعباسی‎; Teheran, 5 febbraio 1943 – Teheran, 16 marzo 2004) è stato un lottatore iraniano, specializzato nella lotta libera.

## Palmarès

### Olimpiadi
- 1 medaglia:
  - 1 bronzo (Città del Messico 1968 nei -63 kg)

### Mondiali
- 3 medaglie:
  - 1 oro (Edmonton 1970 nei 62 kg)
  - 2 argenti (Mar del Plata 1969 nei 62 kg; Sofia 1971 nei 62 kg)

### Giochi asiatici
- 1 medaglia:
  - 1 oro (Bangkok 1970 nei 62 kg)